# Hondarribia
Hondarribia (topònim oficial en basc; en castellà: Fuenterrabía) és un municipi de gairebé 17.000 habitants situat a l'extrem oriental de la província de Guipúscoa, a uns 20 km a l'est de la capital, Sant Sebastià, a la desembocadura del riu Bidasoa, que fa de frontera natural amb Hendaia.
És una localitat de caràcter turístic i residencial. Hi ha l'aeroport de Sant Sebastià, conegut també com a Aeroport d'Hondarribia.

## Toponímia

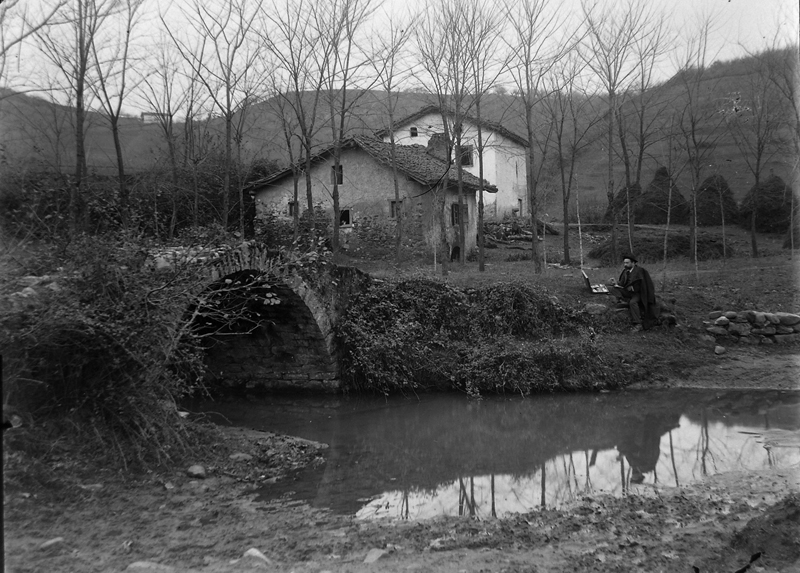
Baldomer Gili Roig, Hondarribia, 1911

El nom basc, Hondarribia, té el significat de 'gual de sorra', nom que és perfectament identificable per un bascoparlant contemporani i que, a més, podria tenir relació amb la configuració de l'espai on es va establir la població. Al llarg de la història s'ha escrit de diverses maneres, com «Hondarribia», «Ondarribia» o «Ondarrabia». La menció escrita més antiga data del segle xii, apareixent per primer cop en la forma actual en un document de la darreria del segle xviii. En l'actualitat, i en basc col·loquial, els habitants anomenen el poble Honddarbi (pronunciat així com: /onyarbi/), forma abreviada d'Hondarribia.
El nom romànic de la població, Fuenterrabía, apareix ja mencionat a l'inici del segle xiii a la carta de fundació de la vila. En aquest document, escrit en llatí, se la menciona com a «Fontem Rapidum» o «Fontem Rapitum». Posteriorment aquest nom evolucionaria en romànic cap a Fuenterrabía en castellà i Fontarabie en francès, semblant a la forma «Fuente Rrabya», documentada a l'edat mitjana. L'adaptació llatina «Fuentem Rapidum», atestada al segle xii, és fantasiosa, probablement deguda a un escrivà que ignorava el basc ja que el gascó era la llengua administrativa de Sant Sebastià en aquella època. S'ha especulat sobre el significat del nom en castellà. Fa segles es popularitzà la hipòtesi que aquest segon terme era rabí, donant a entendre un suposat origen hebreu dels seus habitants. En l'actualitat, la versió més estesa entre els lingüistes és la que considera que el nom romànic de la població evolucionà del nom basc, que perdé el seu significat original.
Fins a 1980 el nom oficial del municipi fou Fuenterrabía, modificat a Hondarribia per decisió del mateix ajuntament. Des de 1989 Hondarribia és reconeguda oficialment a escala estatal com l'única denominació oficial del municipi. La població és coneguda però, pel seu nom en castellà, especialment pels castellanoparlants de fora del País Basc.
Els habitants d'Hondarribia es denominen hondarribitarrak. Acostumen a rebre el sobrenom de vikings, perquè hi ha molts rossos en comparació a les poblacions de l'entorn. S'explicaria per hipotètiques incursions vikingues en època medieval.

## Geografia

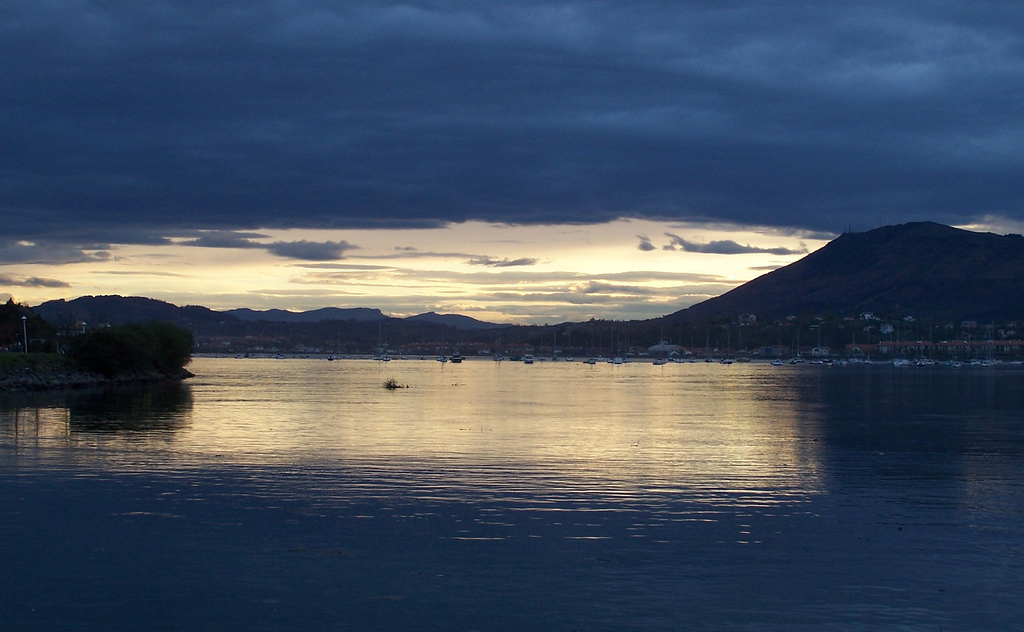
Badia de Txingudi, Hondarribia i Hendaia

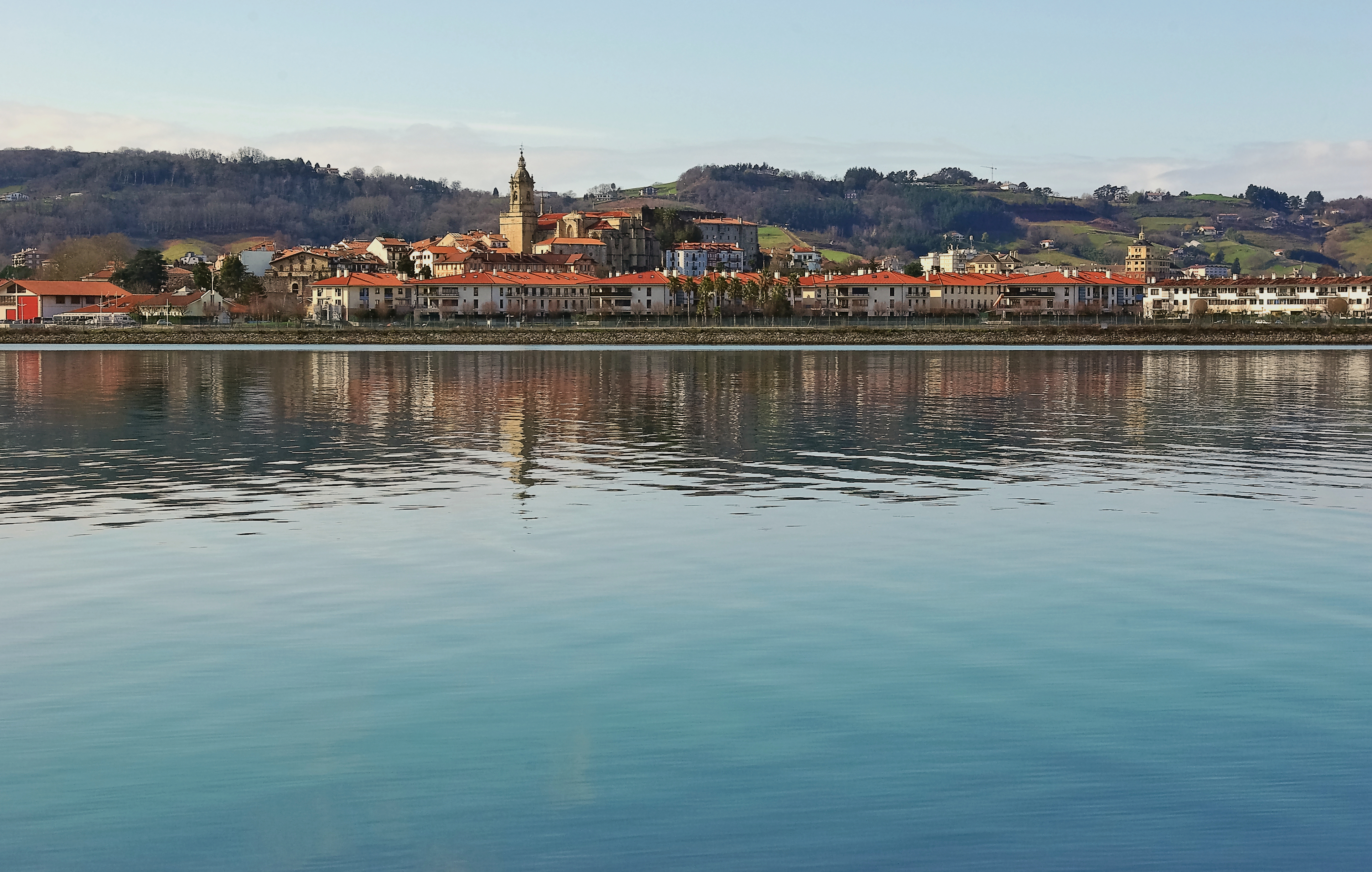
Badia de Txingudi: Hondarribia

Hondarribia és a la riba oest de la badia de Txingudi. Aquesta badia està formada per la desembocadura del riu Bidasoa en el Cantàbric, i prolonga la frontera internacional entre Espanya i França. Al voltant de la badia hi ha les localitats d'Hondarribia, Irun (part meridional) i d'Hendaia (a la riba oriental). Configuren un consorci conegut com a Bidasoa-Txingudi, que inclou l'aqüífer protegit de Plaiaundi.
La cleda d'Hondarribia és un petit altiplà que dominava la badia, amb el temps la ciutat ha crescut pels terrenys planers que l'envolten. Són antics maresmes i arenys que va ser drenats per crear-hi coberts d'horts. Malgrat l'actual abundant urbanització, encara s'hi conserven restes de les antigues zones humides: canals i estanys.
Cap al sud-oest el terme es prolonga per una zona de turons d'escassa altitud drenats per petits afluents del Bidasoa, d'entre els quals destaca la regata de Jaizubia.
Pel nord-oest, el panorama canvia totalment, dominat per la muntanya de Jaizkibel. Paral·lel al mar Cantàbric d'est a oest i amb una altura mitjana de 400 m, té el seu punt culminant amb el cim de San Enrique (547 m), situat en el límit occidental del terme municipal. La costa està formada per penya-segats amb l'excepció d'alguna cala.
El cap Higuer, al límit oriental de la muntanya i a prop de la població d'Hondarribia és un accident geogràfic que es pot considerar com l'inici (o fi) del Jaizkibel o dels Pirineus i que protegeix la badia de Txingudi i la platja d'Hondarribia dels embats del Cantàbric.
La gran platja d'Hondarribia, situada entre Higuer i el poble, és el vestigi més notable dels arenals que abans dominaven gran part de la zona.

### Barris

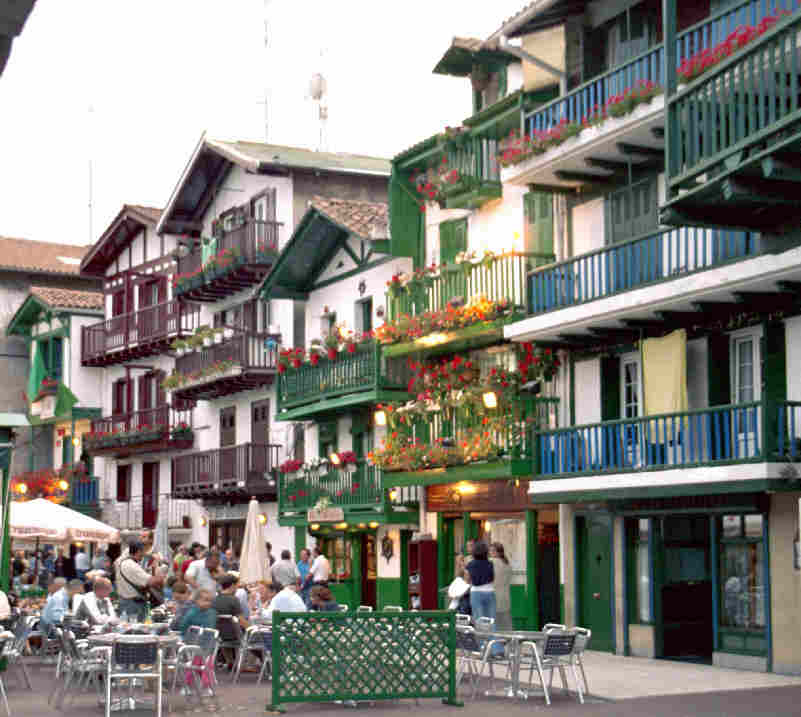
Portua, barri de la Marina

Hondarribia té dos barris històrics que configuren la part antiga i monumental del nucli urbà:
- Alde Zaharra ('nucli antic' en èuscar), correspon a l'àrea emmurallada, amb nombrosos edificis d'interès artístic i històric, com ara el Parador de Turisme de l'emperador Carles V o la Torre de Palència, on nasqué Cristóbal de Rojas y Sandoval, capellà de Carles V i protector de santa Teresa de Jesús. Hi viuen unes 1.500 persones.
- Portua (barri de la Marina o del Port), l'antic barri dels pescadors extramurs presenta una arquitectura popular amb cases tradicionals de pescadors i colors vius, organitzades al voltant del passeig de San Pedro. Al moll de San Pedro hi ha la seu de la San Pedroko Itsas Gizonen Kofradia ('gremi de mariners de Sant Pere').

#### Altres barris
- Akartegi
- Amute-Kosta: ubicat a la badia de Txingudi, al costat de les pistes de l'aeroport. Amute té més de 630 veïns, Kosta comptabilitza 350.
- Arkolla
- Gornutz (Muntanya): prop del cap Higuer
- Jaitzubia: sèrie d'urbanitzacions residencials als vessants més baixos del Jaizkibel. Quasi 640 veïns.
- Mendelu: situat en el límit amb el terme municipal d'Irun, entre aquest i el barri d'Amute, del qual es troba separat per un canal. Compta poc més de 630 veïns.
- Puntalea
- Zimizarga: barri de masos a la pujada a Jaizkibel.

## Història

### Prehistòria
Hondarribia compte amb empremtes de presència humana de més de 50.000 anys d'antiguitat, durant el Paleolític mitjà. Una fase freda corresponent a la darrera glaciació, la del Würm, obligà als habitants de la zona a deshabitar les terres meridionals i refugiar-se en les coves del vessant atlàntic, moment del qual data el jaciment del cap Higuer.
Durant el Mesolític, el paisatge es va transformar lentament, amb un clima més suau que estabilitza la línia de costa, propera a l'actual. Excavacions al vessant costaner del Jaizkibel han permès recuperar un enterrament humà datat en 8.300 anys.
La informació sobre el Neolític a Hondarribia és escassa. Penetren a la regió els bestiars oví, caprí, boví i més tard, porcí. S'introdueix la metal·lúrgia. Durant l'edat del bronze s'expandeix l'erecció dòlmens, dels quals se'n conserven cinc petits, tots a Jaizkibel. Al costat dels cossos dels morts es posaven tota mena d'aixovars (ceràmica, armes, objectes d'adornament) i aliments.
Durant el Bronze final i la primera Edat del Ferro (1000-500 aC), arriben al País Basc grups humans d'origen indoeuropeu, procedents d'Europa central, que s'estableixen a Àlaba i Navarra. A la zona septentrional del país i a ambdós vessants pirenaics construeixen una sèrie de necròpolis fetes cercles de pedres verticals que poden assolir entre els 5 i els 12 metres de diàmetre. Aquests cercles o cromlecs solen reagrupar-se en nombre superior a tres i màxim de vint. A Jaizkibel n'hi ha cinc (Jaizkibel II).

### Època romana
Els estudis arqueològics situen tres àmbits culturals en territori guipuscoà a l'acabament de l'edat del ferro: el món aquità proper al Bidasoa; el vascó que ocuparia el sector occidental, i el cèltic, cantàbric o celtiber, estès per les zones central, oriental i meridional.
El territori costaner és el millor dotat quant a assentaments de certa envergadura, en part per l'existència d'una ruta de navegació del litoral atlàntic. Destaca la civitas Oeasso (grec antic Οἰασσώ), a Irun, port de categoria regional situat al golf de Biscaia, i equidistant d'altres dos ports importants, Bordeus (Burdigala) i Santander (Portus Victorae Ioliobrigensium). Actualment els experts consideren Oiasso com la mítica Easo, topònim referit històricament a Sant Sebastià.
Hondarribia, a l'arribada dels romans, era territori dels darrers pobles vascons de l'oceà, a la regió d'Oeasso, al litoral. El 1961 es recuperaren els primers objectes romans al moll d'Asturiaga; el 1984 es recuperaren els batejats com a bronzes d'Higer i el 1998, mentre es realitzaven obres d'excavació per la construcció d'un bloc d'habitatges al nucli antic, es recuperà un conjunt de vaixella i peces ceràmiques característiques del període alt-imperial (segle i-ii). Tots aquests descobriments certifiquen la presència romana a Hondarribia.

### Edat mitjana
Des de la desaparició d'Oeasso i fins al segle xii, no es conserven registres arqueològics a la desembocadura del Bidasoa.
L'entrada dels bàrbars el 409 suposà l'inici d'un període convuls a la zona septentrional de la península Ibèrica. Un cop superat aquest període, al litoral cantàbric i vascó es restabliren les relacions amb Aquitània. Des del segle vi s'estableix un vincle polític amb els reis merovingis, que s'estén per tot el Cantàbric.
Fins al 1180 no apareix el nom d'Hondarribia. En el fur que el rei navarrès Sanç VI concedeix a Sant Sebastià apareix mencionada com a «Undarribia». Després de la conquesta de Guipúscoa el 1200, Alfons VIII concedeix cartes de fundació per assegurar els territoris conquerits. El 18 d'abril del 1203 és el torn d'Hondarribia.
La població d'Hondarribia estarà constituïda per gascons i població autòctona. Els gascons de Baiona s'hi establiren a la costa guipuscoana i es dedicaven a la navegació i al comerç.
Des del segle xiii i fins al final de l'edat mitjana, Hondarribia serà un dels ports referents del Cantàbric, formant part de la Germandat de les Marismes i mantenint relació comercial amb els ports del nord d'Europa. Serà el port de Navarra, de gran activitat pesquera, com demostra la pesca de la balena. Aquesta activitat es veurà reflectida en el segell del seu consell.
A la darreria del segle xv les relacions entre Castella i França es deterioraran, i la frontera en zona esdevé l'escenari d'enfrontaments bèl·lics. El 1476 es posarà setge a la vila, que va ser alliberada dos mesos després per les tropes castellanes, per aquesta raó van rebre nombrosos privilegis. Hondarribia patirà el 1498 un important incendi que la destruirà quasi completament.

### Edat Moderna
A l'inici del segle xvi Hondarribia pateix una profunda revolució urbanística. Es renova la vella vila, devastada per l'incendi de 1498, i s'hi edifiquen una nova església, un castell i noves muralles.

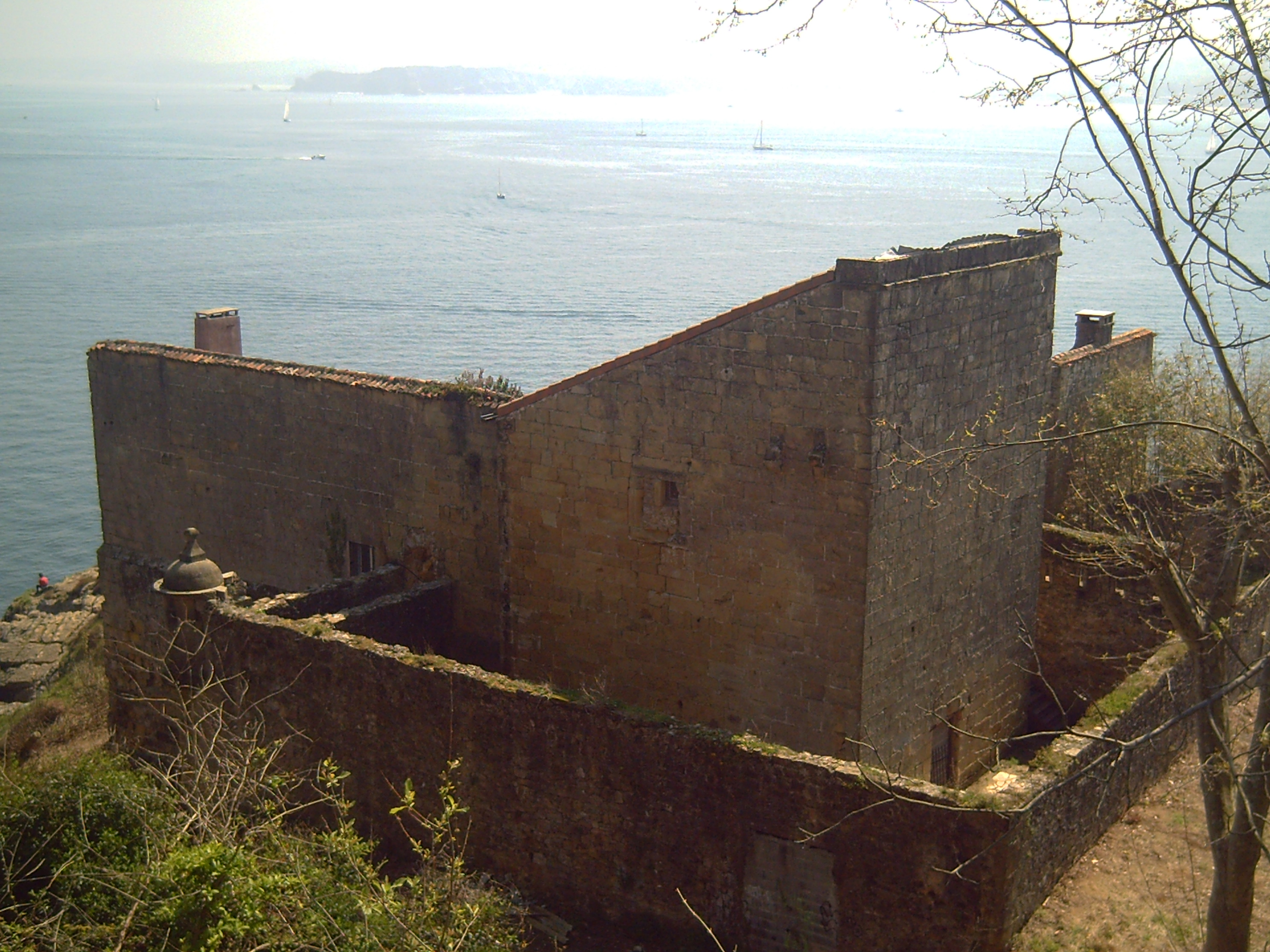
Castell de San Telmo, Jaizkibel

Les pèssimes relacions entre Carles V i Francesc I acaben en una guerra que implica Hondarribia, port que tenia una important funció geoestratègica. El 1521 la vila és assetjada per les tropes franconavarreses, que la dominaran durant tres anys. El 1524, un cop sufocades les revoltes comuneres de Castella, Carles V elaborarà un gran projecte de fortificació construint el castell i el baluard que coneixem avui en dia amb l'objectiu de fortificar els passos dels Pirineus i defensar possibles agressions franceses.
Amb la mort de Carles V, la política imperial del successor Felip II tindrà Anglaterra en el punt de mira. El golf de Biscaia esdevé altra vegada un escenari bèl·lic, fet que va sumir al sector marítim basc en una greu crisi, de la qual Hondarribia no es va recuperar fins a la fi del segle xix.
En el marc de la Guerra dels Trenta Anys, el setge d'Hondarriba de 1638 és una fita famosa. Els habitants celebren cada any la fi del setge que és celebrat amb l'Alarde.

### Edat Contemporània
Hondarribia va patir durant el segle xix les conseqüències de les guerres carlines. La Segona Guerra Carlina va significar la ruïna econòmica de la vila, en part recuperada amb el naixement de l'estiueig. Es van projectar dos eixamples i s'expandirà el nucli de població obrint la ciutat al mar. La pesca esdevé la principal activitat i el port d'Hondarribia és un dels més importants de tot el Cantàbric.
Durant la Guerra Civil espanyola la ciutat restarà fidel al govern fins a la seva caiguda en mans de les tropes franquistes el setembre de 1937. Amb l'arribada de la democràcia la ciutat patirà un nou impuls urbanístic, econòmic i demogràfic i es desenvolupa com a una ciutat de serveis d'alta qualitat de vida i dotada d'importants infraestructures.

## Economia
Hondarribia és una ciutat caracteritzada per una especialització terciària on predomina l'ocupació turística. El teixit empresarial es compon de 1.092 establiments que donen feina a 3.142 persones. El sector serveis ocupa un 63,8% de la producció total amb una taxa de col·locació del 84,24%.
El sector industrial abraça el 6,04% del treball assalariat i representa el 19,3% de la producció total, mentre que el 10,8% pertany al terreny de la construcció i tan sols el 6,1% de la producció té a veure amb el sector agroalimentari.
El PIB municipal per capita (2000) és de 13.643 euros, el 69% de la mitjana de Guipúscoa, i el 71% de Comunitat Autònoma Basca.
Hondarribia disposa de 156 explotacions agràries i 75 de ramaderia. Dels nombrosos masos que s'estenen pels vessants del Jaizkibel i dels horts de ribera se n'obtenen gran quantitat de productes hortícoles. Els hivernacles s'han multiplicat donant lloc a una producció important sobretot en el mercat de les flors i la jardineria, així com en el de la verdura. La producció de pèsols és molt preuada pels restauradors locals.
La ramaderia que fins fa pocs anys era dedicada especialment a la producció de làctics s'ha estès a la producció càrnia, destacant els ramats de raça pirenaica. La ramaderia ovina ha anat desapareixent i només se'n menten uns petits ramats en alguns masos aïllats.

### Pesca
El sector pesquer disposa de trenta embarcacions de les quals 10 es dediquen a la pesca artesana i 20, a la de superfície. Aproximadament, 320 persones es dediquen a activitats pesqueres, un 5% de l'ocupació total.
Hondarribia continua tenint un port pesquer actiu, el de major importància de Guipúscoa juntament amb el de Getaria, malgrat la crisi del sector en els darrers anys. A principi de la dècada de 1990 Hondarribia tenia una flota pesquera de prop de seixanta embarcacions i més de cinc-cents pescadors que desembarcaven anualment 8000 tones de peix.
El 2004 la flota s'havia reduït a unes 35 embarcacions, amb aproximadament 300 pescadors, majoritàriament de superfície, que capturen sorell, verat, anxova i tonyines mitjançant l'art del cèrcol, i embarcacions lluceres, dedicades a la pesca artesana de lluç, sorell i bonítol en la modalitat del pintxo-caña i a la recollida d'algues. El volum de les captures és variable, oscil·la entre les 9000 tones de l'any 2001 i les 5000 del 2004, després d'unes temporades molt dolentes.
Antigament els vaixells pesquers d'Hondarribia amarraven a la badia de Txingudi, als molls del barri de la Marina. Actualment, les activitats del port pesquer s'han traslladat a l'anomenat port refugi, a la zona del cap d'Higuer i a certa distància del poble.
El port pesquer d'Hondarribia és gestionat per la San Pedroko Itsas Gizonen Kofradia ('gremi de mariners de Sant Pere'), confraria de pescadors l'origen de la qual es remunta a 1321. Les instal·lacions portuàries són modernes i compten amb llotja, cambres frigorífiques, balances, plataformes per la càrrega de camions, fàbrica de gel, etc.

## Cultura

### Patrimoni

#### Centre històric
Correspon a l'antiga vila emmurallada. Encara es conserva part de les muralles i baluards que rodejaven el centre històric, així com les dues portes d'accés a la plaça forta. A l'interior del nucli històric, els carrers formen un plànol rectangular de carrers empedrats i edificis amb balcons de ferro forjat. El Castell de Carles V és a la part superior del promontori del nucli històric, construït sobre un altre d'origen medieval. Està declarat com a Conjunt Monumental.
- Muralles: una vila fundada l'any 1203 havia de comptar amb una bona protecció del recinte urbà. El traçat de les muralles patí diverses ampliacions a conseqüència de l'expansió demogràfica. Se'n conserven estructures en material calcari; segurament es tracta de l'estructura medieval. Cap al pas del segle xv al segle xvi es construeixen les muralles actuals. Es podia accedir a la vila a través de dues portes, la de Santa Maria i la de San Nicolás, precedides dels corresponents ponts llevadissos. El cub de Santa Maria i els baluards de la Reina, de San Nicolás i de Santiago s'han conservat. L'únic baluard que no es conserva és el de la Magdalena, les restes del qual s'han de localitzar sota el nucli urbà actual.
- Porta de Santa Maria: és un dels dos accessos a la ciutat, construïda a principi del segle xvi. Protegida a l'extrem oest pel cub de Santa Maria, l'accés és un arc rebaixat sobre el qual s'insereix un gran escut datat del 1694 i coronat a la part superior per la Verge de Guadalupe flanquejada per dos àngels. L'escut prové del convent dels Caputxins, 1879.
- Porta de San Nicolás: és l'altre accés a la ciutat construït durant el segle xvi. A l'extrem oest de la ciutat, s'obre a la cortina que uneix el baluard de la Reina amb el de San Nicolás. Tenia un pont llevadís recentment rehabilitat.
- Castell de Carles V: fortalesa construïda sobre les restes d'un castell medieval al punt més elevat del promontori, que domina la desembocadura del Bidasoa. La construcció primitiva s'atribueix a Sanç Abarca de Navarra; l'ampliació i fortificació el 1190 a un altre rei navarrès, Sanç VII. L'any 1200 apareix documentada l'existència del castell durant la presa de Guipúscoa pel rei castellà Alfons VIII. Més tard, els Reis Catòlics reformaren el castell, ampliat durant el regnat de Carles V. És una construcció de planta quadrangular amb murs de dos a tres metres de gruix. L'edifici era alhora castell i palau. En l'actualitat té un nucli central construït a l'edat mitjana, de planta quadrangular amb pati i restes de cubs a l'extrem est. Destaca una sòbria façana, amb una porta d'accés composta per un arc de dimensions reduïdes amb una senzilla decoració i governada per un escut imperial amb l'àguila bicèfala. Segons un acord pres per l'Ajuntament el 25 de maig de 1966, el castell passa a mans de l'Estat que el fa reformar com a parador de turisme sota les directrius del Ministeri d'Informació i Turisme.
- Casa Consistorial: edifici de planta rectangular d'estil barroc i construïda entre 1731 i 1740. La façana principal es compon de planta baixa, entresol i planta noble. El pòrtic està compost per tres arcs de mig punt. Entre els arcs del pòrtic hi ha dos grans escuts de la vila. La façana es remata amb una cornisa de pedra. A la part superior i centrada es pot veure una inscripció amb un lleó a cada costat en la qual es pot llegir: «El Excmo. Sr. D. Gabriel Joseph de Zuloaga Thente. Genel. de los Exertos de SM».
- Palau Egiluz: palau blasonat del segle xvii de propietat particular. Consta de dues altures. També conegut com la casa de Juana la Loca, per la llegenda que narra que el 1502 s'hi allotjà amb Felip el Bell quan es dirigien de Brussel·les a Toledo per ser proclamats prínceps hereus.
- Palau Zuloaga: també anomenat Casa de Torre Alta, és un palau urbà datat del segle xviii. Sembla que el 1507 ja existia un palau al mateix lloc, edifici que fou incendiat després del setge de 1638 i reconstruït completament. Actualment, allotja la biblioteca municipal i l'arxiu històric.
- Casa Mugaretenea: casa renaixentista de propietat familiar que data de mitjan segle xvi.
- Casa Casadevante: d'estil barroc, construïda en el segle xviii. Actualment és un hotel.

#### Monuments religiosos
- Església parroquial de Santa María de la Asunción y del Manzano: situada en el cor del nucli històric. És una església d'estil gòtic amb afegits renaixentistes. L'obra va començar el 1474 i l'església es va consagrar el 1549. La torre de l'església, que domina el paisatge d'Hondarribia, fou construïda a principi del segle xviii i és obra de l'arquitecte Francisco de Ibero. A l'interior hi ha un petit museu. Declarat com a Monument pel Govern Basc.

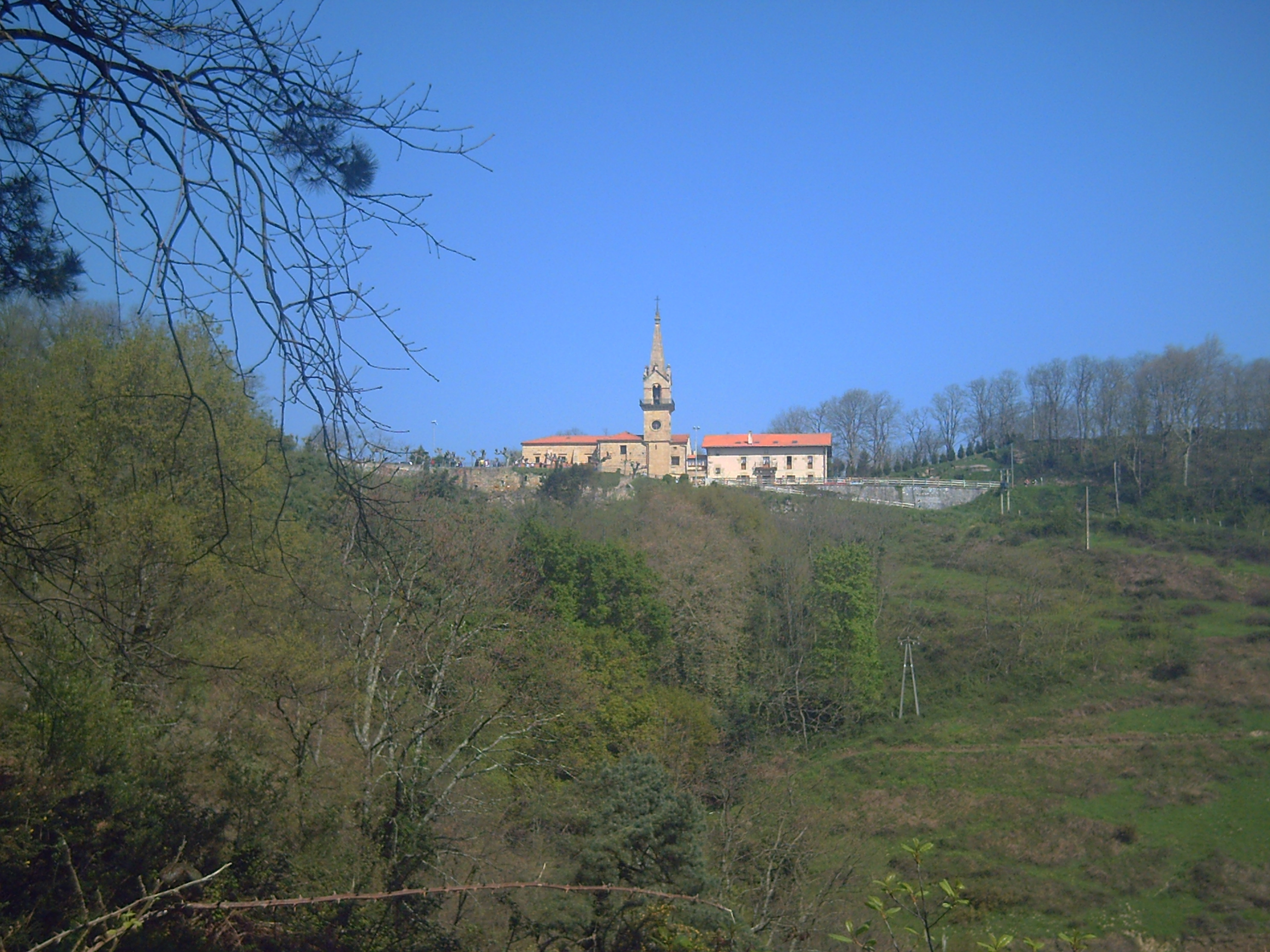
Santuari de Guadalupe

- Ermita de Guadalupe: apareix ja citada el 1526 amb motiu d'una donació efectuada pel navegant Juan Sebastián Elcano. El temple actual, d'una sola nau, és reconstrucció del final del segle xviii. Un dels elements més significatius n'és el capitell de pedra, d'època contemporània. A l'interior destaquen dos retaules laterals que procedeixen de l'església parroquial, testimonis de l'estil renaixentista molt tardà, i el retaule principal, d'època barroca. Després del setge patit el 1638, la ciutat, en agraïment a la Verge per la protecció rebuda durant l'assalt, decidí celebrar la victòria el 8 de setembre amb una processó fins a l'ermita.

#### Elements defensius
- Castell de San Telmo: erigit en un penya-segat al costat del cap d'Higuer per defensar l'entrada del Bidasoa dels atacs corsaris. Fou reformat en el segle xviii i ara és propietat privada.
- Fortalesa de Guadalupe: construcció militar, és la fortalesa més gran de les tres que s'erigiren al camp atrinxerat d'Oiartzun, al vessant nord-oest de Jaizkibel, i molt propera a l'ermita de Guadalupe. Construïda entre 1899 i 1900, té planta trapezoidal i s'organitza entorn d'un pati central. Fou abandonada per l'exèrcit a la dècada dels anys 1970.
- La fortalesa de San Enrique, al cim de Jaizkibel, és un antic fortí reformat durant les Guerres Carlines. Té planta rectangular i probablement estava rodejat d'un fossat.
- Torrasses del Jaizkibel: al cim de la muntanya s'erigiren sis torrasses que foren testimoni de l'activitat bèl·lica viscuda en aquesta zona durant el segle xix. Només en perviuen les restes de cinc de les quals tres són al terme municipal d'Hondarribia. Tenen planta hexagonal excepte una, la situada prop de l'ermita de Guadalupe, que té planta quadrangular. Es conserven només els murs perimetrals, però en origen tenien dues plantes i terrat.

### Festes i tradicions

#### L'Alarde
Principal festa d'Hondarribia, que se celebra del 7 a l'11 de setembre coincidint amb la festivitat de la Verge de Guadalupe (8 de setembre), patrona de la ciutat.
L'Alarde és una desfilada de caràcter civicomilitar en la qual participen bona part dels veïns. Es commemora el final del setge de més de tres mesos al qual els francesos van sotmetre la població durant la Guerra dels Trenta Anys el 1638. La veïna localitat d'Irun celebra unes festes de característiques similars, l'Alarde de San Marcial.
Als dos quarts de nou del matí es concentren les confraries que representen els diferents barris o gremis de la ciutat, sota les muralles, tocant al baluard de la Reina. A les nou, mentre repiquen les campanes de la parròquia, al compàs de la música que interpreta la Banda comença la desfilada. Els hatxeros, amb morrions de xai sobre els caps, obren l'Alarde. D'una a una, la resta de les tropes, formades per txibilitos i tambors així com centenars d'afuselladors els segueixen de camí a la plaça d'Armes, on totes les tropes es tornaran a reunir.
Des de 1996 col·lectius de dones plantegen el seu dret a participar en les festes, sia com a soldats o com a cantineres. Jaizkibel és la primera companyia mixta d'homes i dones que s'ha format a més de les ja tradicionals.

#### Altres festes
- Per Setmana Santa es fa la processó de Divendres Sant pels carrers del nucli antic. Rep el nom de processó del Silenci i és una de les poques que es conserven a la província de Guipúscoa, amb uns orígens que es remunten a més de quatre-cents anys. Cadascuna de les deu imatges que representen la passió i mort de Jesucrist és carregada per quatre costalers amb sotanes marrons. Soldats romans, els dotze apòstols i dues fileres d'homes darrere cada pas, amb enormes ciris encesos, els acompanyen sumits en un silenci sepulcral. Tanca la processó el canonge eclesiàstic precedit per la banda municipal interpretant la marxa fúnebre de Chopin.
- El 25 d'abril (Dia de Sant Marc), les padrines obsequien els seus fillols amb un panet de Sant Marc (pastís de pa de pessic amb ous durs).
- El 25 de juliol, onomàstica de Sant Jaume se celebra la Festa de la Kutxa. La San Pedroko Itsas Gizonen Kofradia ('gremi de mariners de Sant Pere') és una de les institucions socials més antigues del món, va ser fundat l'agost de 1361. Mitjançant el pagament d'un petit percentatge de la venda de les captures, els pescadors tenien una sèrie de privilegis que els permetien afrontar amb certes garanties l'ofici. La cerimònia de transmissió de poders anual d'aquesta institució és el punt culminant de la desfilada que té lloc el 25 de juliol. Una jove és el centre d'atenció en una processó en què els abats de la confraria i patrons de les embarcacions són escortats pels remers fins a la seu social de la confraria. La jove, que duu sobre el seu cap la Kutxa, 'caixa', (símbol del patrimoni de la confraria en la qual es troben els manuscrits, cabals i béns) es posa en el centre de l'arc que formen els remers amb els seus grans rems. Amb la Kutxa sobre el cap, que manté abraçada amb un xal blanc, haurà de girar sobre si mateixa tantes vegades com pugui, car segons la tradició, del nombre de vegades que ho faci dependrà l'èxit de les captures de l'any en curs.
- El 15 d'agost se celebren les festes del barri de Jaizubia coincidint amb la festivitat de l'Assumpció.
- El 4 d'octubre se celebren les festes del barri d'Amute coincidint amb la festivitat de Sant Francesc d'Assís.

### Esports
L'equip de bàsquet femení Hondarribia-Irun i el club de rem Hondarribia Arraun Elkartea són els dos clubs esportius de major prestigi de la localitat. L'Hondarribia-Irun milita a la lliga espanyola de bàsquet femení des de l'any 2003. Es va classificar en diverses ocasions per la disputa de competicions europees.
Hondarribia té un equip de rem de traïnyes, l'Hondarribia Arraun Elkartea. La traïnya té el verd com a color, l'Ama Guadalupekoa. L'any 2005 va guanyar la Bandera de La Concha, una de les més prestigioses banderes del rem basc. El 2006 va guanyar la lliga San Miguel.
A més, a Hondarribia existeix un equip d'handbol, l'ITE Hondarribia, que disputa actualment la primera divisió. A més, hi ha un camp de golf, on va començar la carrera del golfista José Maria Olazábal, i un port esportiu, d'on sortí el medallista olímpic a Atenes Iker Martínez.

## Personatges cèlebres
- Juan de Alcega (segle xvi), sastre i matemàtic.
- Sancho de Echevarría (Hondarribia - Vinaròs, 1714): governador militar de Peníscola durant el setge de la Guerra de Successió Espanyola.
- José Echenagusia Errazquin (1844-1912): pintor.
- Juanito Alonso (1928): porter del Reial Madrid durant els anys 1950.
- Javier Busto (1949): compositor de música.
- José María Olazábal (1966): jugador professional de golf. Guanyador de nombrosos trofeus, entre ells el Masters d'Augusta o la Ryder Cup.
- Unai Emery (1971): exfutbolista i entrenador de l'UD Almería.
- Iker Martínez (1977), or olímpic de vela en la categoría 49er als Jocs Olímpics d'Atenes.
- Joseba Llorente (1979): futbolista de la Reial Societat.